# Hipismo nos Jogos Olímpicos de Verão de 2024 - Saltos individual
A competição dos saltos individual do hipismo nos Jogos Olímpicos de Verão de 2024 foi realizada entre 5 e 6 de agosto no Palácio de Versalhes, em Paris. Como todos os outros eventos equestres, a competição de saltos é aberta para ginetes de ambos os gêneros, totalizando 74 participantes de 34 Comitês Olímpicos Nacionais (CON).

## Qualificação
Cada CON poderia inscrever até três ginetes nos saltos individual. As vagas foram alocadas ao CON, que selecionou os competidores. Um total de 75 vagas estavam disponíveis.
Os 20 CONs que qualificaram as equipes e receberam inscrições automáticas para três competidores na competição individual foram:
- 1 do país sede: França;
- 5 dos Jogos Equestres Mundiais de 2022: Suécia, Países Baixos, Grã-Bretanha, Irlanda e Alemanha;
- 1 da final da Copa das Nações de Saltos de 2022: Bélgica;
- 3 do Campeonato Europeu de Saltos de 2023 (Grupos A e B): Áustria, Espanha e Suíça;
- 2 do evento de qualificação do Grupo C de 2023: Israel e Polônia;
- 3 dos Jogos Pan-Americanos de 2023 (Grupos D e E): Estados Unidos, Canadá e México;
- 2 do evento de qualificação do Grupo F de 2023: Arábia Saudita e Emirados Árabes Unidos;
- 2 do evento de qualificação do Grupo G de 2023: Austrália e Japão;
- 1 da final da Copa das Nações de Saltos de 2023: Brasil.

Havia também 15 vagas individuais disponíveis. CONs com equipes qualificadas não eram elegíveis. Cada CON só poderia ganhar uma vaga individual. A maioria das vagas era limitada por grupo geográfico:
- 3 dos Jogos Pan-Americanos de 2023 (Grupos D e E): Colômbia, Argentina e Chile;
- 2 de cada um dos seguintes grupos regionais por classificação:
  - Grupo A: Dinamarca e Noruega;
  - Grupo B: Itália e Portugal;
  - Grupo C: Letônia e Grécia;
  - Grupos D e E: Venezuela;
  - Grupo F: Egito e Síria;
  - Grupo G: Tailândia;
- 2 para CONs ainda não qualificados (realocação): Lituânia e Estônia.

## Formato
A competição manteve o mesmo formato introduzido na edição anterior, com duas fases (qualificação e final).
Na fase de qualificação, os 30 primeiros ginetes avançam para a final. Em geral, os empates não são quebrados; no entanto, para a última posição de avanço (30), qualquer empate é desfeito por tempo. Somente se ocorrer empate tanto em faltas quanto em tempo mais de 30 competidores poderiam avançar. A pontuação não é levada da qualificação para a final. Empates geralmente são quebrados pelo tempo (a fase é "contra o relógio"), mas um empate em faltas no primeiro lugar é desfeito por um jump-off. Um empate para o segundo ou terceiro lugar só é desfeito se as faltas e o tempo forem os mesmos. O desempate, se necessário, conta com um percurso menor que nas fases anteriores.

## Calendário
Horário local (UTC+2)
| Data                | Hora  | Fase         |
| ------------------- | ----- | ------------ |
| 5 de agosto de 2024 | 14:00 | Qualificação |
| 6 de agosto de 2024 | 10:00 | Final        |

## Medalhistas
| Ouro   | GER Christian Kukuk com Checker 47         |
| Prata  | SUI Steve Guerdat com Dynamix De Belheme   |
| Bronze | NED Maikel van der Vleuten com Beauville Z |

## Resultados

### Qualificação
Os 30 melhores ginetes após a qualificação se classificaram para a final.
| Pos. | Ginete                   | CON                        | Cavalo                   | Penalidades | Penalidades | Penalidades | Tempo | Notas |
| Pos. | Ginete                   | CON                        | Cavalo                   | Salto       | Tempo       | Total       | Tempo | Notas |
| ---- | ------------------------ | -------------------------- | ------------------------ | ----------- | ----------- | ----------- | ----- | ----- |
| 1    | Julien Epaillard         | FRA França                 | Dubai Du Cedre           | 0.00        | 0.00        | 0.00        | 73.07 | Q     |
| 2    | Shane Sweetnam           | IRL Irlanda                | James Kann Cruz          | 0.00        | 0.00        | 0.00        | 73.35 | Q     |
| 3    | Daniel Coyle             | IRL Irlanda                | Legacy                   | 0.00        | 0.00        | 0.00        | 73.64 | Q     |
| 4    | Harrie Smolders          | NED Países Baixos          | Uricas VD Kattevennen    | 0.00        | 0.00        | 0.00        | 74.02 | Q     |
| 5    | Martin Fuchs             | SUI Suíça                  | Leone Jei                | 0.00        | 0.00        | 0.00        | 74.20 | Q     |
| 6    | Steve Guerdat            | SUI Suíça                  | Dynamix De Belheme       | 0.00        | 0.00        | 0.00        | 74.33 | Q     |
| 7    | Henrik von Eckermann     | SWE Suécia                 | King Edward              | 0.00        | 0.00        | 0.00        | 74.50 | Q     |
| 8    | Emanuele Camilli         | ITA Itália                 | Odense Odeveld           | 0.00        | 0.00        | 0.00        | 75.10 | Q     |
| 9    | Kim Emmen                | NED Países Baixos          | Imagine                  | 0.00        | 0.00        | 0.00        | 75.33 | Q     |
| 10   | Abdulrahman Alrajhi      | KSA Arábia Saudita         | Ventago                  | 0.00        | 0.00        | 0.00        | 75.35 | Q     |
| 11   | Harry Charles            | GBR Grã-Bretanha           | Romeo 88                 | 0.00        | 0.00        | 0.00        | 75.72 | WD    |
| 12   | Scott Brash              | GBR Grã-Bretanha           | Jefferson                | 0.00        | 0.00        | 0.00        | 75.78 | Q     |
| 13   | Stephan Barcha           | BRA Brasil                 | Primavera                | 0.00        | 0.00        | 0.00        | 76.03 | Q     |
| 14   | Victoria Gulliksen       | NOR Noruega                | Mistral van de Vogelzang | 0.00        | 0.00        | 0.00        | 76.24 | Q     |
| 15   | Gilles Thomas            | BEL Bélgica                | Ermitage Kalone          | 0.00        | 0.00        | 0.00        | 76.68 | Q     |
| 16   | Karl Cook                | USA Estados Unidos         | Caracole de la Roque     | 0.00        | 0.00        | 0.00        | 76.97 | Q     |
| 17   | Rodrigo Pessoa           | BRA Brasil                 | Major Tom                | 0.00        | 0.00        | 0.00        | 77.03 | Q     |
| 18   | Andrés Azcárraga         | MEX México                 | Contendros 2             | 0.00        | 0.00        | 0.00        | 77.21 | Q     |
| 19   | Ramzy Al-Duhami          | KSA Arábia Saudita         | Untouchable 32           | 0.00        | 0.00        | 0.00        | 77.48 | Q     |
| 20   | Takashi Haase Shibayama  | JPN Japão                  | Karamell M & M           | 0.00        | 0.00        | 0.00        | 78.97 | Q     |
| 21   | Omar Al Marzouqi         | UAE Emirados Árabes Unidos | Enjoy de la Mure         | 0.00        | 1.00        | 1.00        | 79.56 | Q     |
| 22   | Maikel van der Vleuten   | NED Países Baixos          | Beauville Z              | 4.00        | 0.00        | 4.00        | 70.94 | Q     |
| 23   | Grégory Wathelet         | BEL Bélgica                | Bond JamesBond De Hey    | 4.00        | 0.00        | 4.00        | 71.97 | Q     |
| 24   | Christian Kukuk          | GER Alemanha               | Checker 47               | 4.00        | 0.00        | 4.00        | 72.00 | Q     |
| 25   | Simon Delestre           | FRA França                 | I Amelusina R 51         | 4.00        | 0.00        | 4.00        | 72.64 | Q     |
| 26   | Max Kühner               | AUT Áustria                | Elektric Blue P          | 4.00        | 0.00        | 4.00        | 73.04 | Q     |
| 27   | Laura Kraut              | USA Estados Unidos         | Baloutinue               | 4.00        | 0.00        | 4.00        | 73.22 | Q     |
| 28   | Ben Maher                | GBR Grã-Bretanha           | Dallas Vegas Batilly     | 4.00        | 0.00        | 4.00        | 73.24 | Q     |
| 29   | José Maria Larocca       | ARG Argentina              | Viens Tu De Sey          | 4.00        | 0.00        | 4.00        | 73.33 | Q     |
| 30   | Philipp Weishaupt        | GER Alemanha               | Zineday                  | 4.00        | 0.00        | 4.00        | 73.42 | Q     |
| 31   | Mario Deslauriers        | CAN Canadá                 | Emerson                  | 4.00        | 0.00        | 4.00        | 74.93 | q     |
| 32   | Rolf-Göran Bengtsson     | SWE Suécia                 | Zuccero HV               | 4.00        | 0.00        | 4.00        | 75.15 |       |
| 33   | Cian O'Connor            | IRL Irlanda                | Maurice                  | 4.00        | 0.00        | 4.00        | 75.17 |       |
| 34   | McLain Ward              | USA Estados Unidos         | Ilex                     | 4.00        | 0.00        | 4.00        | 75.50 |       |
| 35   | Jérôme Guery             | BEL Bélgica                | Quel Homme De Hus        | 4.00        | 0.00        | 4.00        | 75.54 |       |
| 36   | Katharina Rhomberg       | AUT Áustria                | Colestus Cambridge       | 4.00        | 0.00        | 4.00        | 75.55 |       |
| 37   | Erynn Ballard            | CAN Canadá                 | Nikka VD Bisschop        | 4.00        | 0.00        | 4.00        | 76.60 |       |
| 38   | Olivier Perreau          | FRA França                 | Dorai D'Aiguilly         | 4.00        | 0.00        | 4.00        | 76.94 |       |
| 39   | Ismael García Roque      | ESP Espanha                | Tirano                   | 4.00        | 0.00        | 4.00        | 76.97 |       |
| 40   | Eugenio Garza            | MEX México                 | Contago                  | 4.00        | 0.00        | 4.00        | 77.02 |       |
| 41   | Andreas Schou            | DEN Dinamarca              | Napoli VH Nederassenthof | 4.00        | 0.00        | 4.00        | 77.11 |       |
| 42   | Robin Muhr               | ISR Israel                 | Galaxy HM                | 8.00        | 0.00        | 8.00        | 73.46 |       |
| 43   | Peder Fredricson         | SWE Suécia                 | Catch Me Not S           | 8.00        | 0.00        | 8.00        | 74.50 |       |
| 44   | Hilary Scott             | AUS Austrália              | Milky Way                | 8.00        | 0.00        | 8.00        | 74.71 |       |
| 45   | Edouard Schmitz          | SUI Suíça                  | Gamin Van't Naastveldhof | 8.00        | 0.00        | 8.00        | 75.02 |       |
| 46   | Khaled Almobty           | KSA Arábia Saudita         | Jaguar King WD           | 8.00        | 0.00        | 8.00        | 75.87 |       |
| 47   | Edwina Tops-Alexander    | AUS Austrália              | Fellow Castlefield       | 8.00        | 0.00        | 8.00        | 76.26 |       |
| 48   | Duarte Seabra            | POR Portugal               | Dourados 2               | 8.00        | 0.00        | 8.00        | 76.27 |       |
| 49   | Federico Fernández       | MEX México                 | Romeo                    | 8.00        | 0.00        | 8.00        | 76.58 |       |
| 50   | Tiffany Foster           | CAN Canadá                 | Figor                    | 8.00        | 0.00        | 8.00        | 76.78 |       |
| 51   | Thaisa Erwin             | AUS Austrália              | Hialita B                | 8.00        | 0.00        | 8.00        | 78.12 |       |
| 52   | Adam Grzegorzewski       | POL Polônia                | Issem                    | 8.00        | 0.00        | 8.00        | 78.40 |       |
| 53   | Dawid Kubiak             | POL Polônia                | Flash Blue B             | 8.00        | 0.00        | 8.00        | 78.63 |       |
| 54   | Taizo Sugitani           | JPN Japão                  | Quincy 194               | 8.00        | 1.00        | 9.00        | 79.57 |       |
| 55   | Richard Vogel            | GER Alemanha               | United Touch S           | 12.00       | 0.00        | 12.00       | 70.80 |       |
| 56   | Kristaps Neretnieks      | LAT Letônia                | Palladium KJV            | 12.00       | 0.00        | 12.00       | 73.66 |       |
| 57   | Ioli Mytilineou          | GRE Grécia                 | L'Artiste De Toxandra    | 12.00       | 0.00        | 12.00       | 74.32 |       |
| 58   | Maksymilian Wechta       | POL Polônia                | Chepettano               | 12.00       | 0.00        | 12.00       | 76.19 |       |
| 59   | Gerfried Puck            | AUT Áustria                | Naxcel V                 | 12.00       | 0.00        | 12.00       | 77.34 |       |
| 60   | Sergio Álvarez Moya      | ESP Espanha                | Puma HS                  | 12.00       | 1.00        | 13.00       | 79.75 |       |
| 61   | Salim Ahmed Al-Suwaidi   | UAE Emirados Árabes Unidos | Foncetti VD Heffinck     | 16.00       | 0.00        | 16.00       | 76.42 |       |
| 62   | Yuri Mansur              | BRA Brasil                 | Miss Blue                | 4.00        | 15.00       | 19.00       | 93.37 |       |
| 63   | Luis Fernando Larrazabal | VEN Venezuela              | Condara                  | 20.00       | 0.00        | 20.00       | 74.19 |       |
| 64   | Isabella Russekoff       | ISR Israel                 | C Vier 2                 | 20.00       | 0.00        | 20.00       | 76.13 |       |
| 65   | Agustín Covarrubias      | CHI Chile                  | Nelson Du Petit Vivier   | 28.00       | 3.00        | 31.00       | 81.68 |       |
| 66   | René López               | COL Colômbia               | Kheros Van't Hoogeinde   | 20.00       | 19.00       | 39.00       | 97.59 |       |
|      | Janakabhorn Karunayadhaj | THA Tailândia              | Kinmar Agalu             | EL          | EL          | EL          | EL    | EL    |
|      | Eduardo Álvarez Aznar    | ESP Espanha                | Caprice Du Vigneul       | RT          | RT          | RT          | RT    | RT    |
|      | My Relander              | EST Estônia                | Expert                   | RT          | RT          | RT          | RT    | RT    |
|      | Daniel Bluman            | ISR Israel                 | Ladriano Z               | RT          | RT          | RT          | RT    | RT    |
|      | Eiken Sato               | JPN Japão                  | Conthargo-Blue           | RT          | RT          | RT          | RT    | RT    |
|      | Andrius Petrovas         | LTU Lituânia               | Linkolns                 | RT          | RT          | RT          | RT    | RT    |
|      | Abdulla Al-Marri         | UAE Emirados Árabes Unidos | McGregor                 | RT          | RT          | RT          | RT    | RT    |
|      | Amre Hamcho              | SYR Síria                  | Vagabon Des Forets       | WD          | WD          | WD          | WD    | WD    |

### Final
Todos os empatados em faltas no primeiro lugar disputaram o jump-off para a definição das medalhas.
| Pos. | Ginete                  | CON                        | Cavalo                   | Penalidades | Penalidades | Penalidades | Tempo | Notas |
| Pos. | Ginete                  | CON                        | Cavalo                   | Salto       | Tempo       | Total       | Tempo | Notas |
| ---- | ----------------------- | -------------------------- | ------------------------ | ----------- | ----------- | ----------- | ----- | ----- |
| =1   | Steve Guerdat           | SUI Suíça                  | Dynamix De Belheme       | 0.00        | 0.00        | 0.00        | 80.99 | QJ    |
| =1   | Maikel van der Vleuten  | NED Países Baixos          | Beauville Z              | 0.00        | 0.00        | 0.00        | 82.06 | QJ    |
| =1   | Christian Kukuk         | GER Alemanha               | Checker 47               | 0.00        | 0.00        | 0.00        | 82.38 | QJ    |
| 4    | Julien Epaillard        | FRA França                 | Dubai Du Cedre           | 4.00        | 0.00        | 4.00        | 79.18 |       |
| 5    | Stephan Barcha          | BRA Brasil                 | Primavera                | 4.00        | 0.00        | 4.00        | 80.07 |       |
| 6    | Scott Brash             | GBR Grã-Bretanha           | Jefferson                | 4.00        | 0.00        | 4.00        | 81.23 |       |
| 7    | Max Kühner              | AUT Áustria                | Elektric Blue P          | 4.00        | 0.00        | 4.00        | 81.29 |       |
| 8    | Laura Kraut             | USA Estados Unidos         | Baloutinue               | 4.00        | 0.00        | 4.00        | 81.61 |       |
| 9    | Ben Maher               | GBR Grã-Bretanha           | Dallas Vegas Batilly     | 4.00        | 0.00        | 4.00        | 81.70 |       |
| 10   | Martin Fuchs            | SUI Suíça                  | Leone Jei                | 4.00        | 0.00        | 4.00        | 82.21 |       |
| 11   | Ramzy Al-Duhami         | KSA Arábia Saudita         | Untouchable 32           | 4.00        | 0.00        | 4.00        | 82.73 |       |
| 12   | Philipp Weishaupt       | GER Alemanha               | Zineday                  | 4.00        | 1.00        | 5.00        | 84.14 |       |
| 13   | Abdulrahman Alrajhi     | KSA Arábia Saudita         | Ventago                  | 4.00        | 2.00        | 6.00        | 85.68 |       |
| 14   | Harrie Smolders         | NED Países Baixos          | Uricas VD Kattevennen    | 4.00        | 2.00        | 6.00        | 85.75 |       |
| 15   | Grégory Wathelet        | BEL Bélgica                | Bond JamesBond De Hey    | 8.00        | 0.00        | 8.00        | 78.76 |       |
| 16   | Karl Cook               | USA Estados Unidos         | Caracole de la Roque     | 8.00        | 0.00        | 8.00        | 79.72 |       |
| 17   | Simon Delestre          | FRA França                 | I Amelusina R 51         | 8.00        | 0.00        | 8.00        | 81.25 |       |
| 18   | Mario Deslauriers       | CAN Canadá                 | Emerson                  | 8.00        | 0.00        | 8.00        | 82.64 |       |
| 19   | Omar Al Marzouqi        | UAE Emirados Árabes Unidos | Enjoy de la Mure         | 8.00        | 0.00        | 8.00        | 83.38 |       |
| 20   | Gilles Thomas           | BEL Bélgica                | Ermitage Kalone          | 8.00        | 0.00        | 8.00        | 83.95 |       |
| 21   | Emanuele Camilli        | ITA Itália                 | Odense Odeveld           | 12.00       | 0.00        | 12.00       | 81.08 |       |
| 22   | Shane Sweetnam          | IRL Irlanda                | James Kann Cruz          | 12.00       | 0.00        | 12.00       | 82.03 |       |
| 23   | Kim Emmen               | NED Países Baixos          | Imagine                  | 12.00       | 0.00        | 12.00       | 83.52 |       |
| 24   | Victoria Gulliksen      | NOR Noruega                | Mistral van de Vogelzang | 12.00       | 1.00        | 13.00       | 84.83 |       |
| 25   | José Maria Larocca      | ARG Argentina              | Viens Tu De Sey          | 20.00       | 0.00        | 20.00       | 81.82 |       |
|      | Andrés Azcárraga        | MEX México                 | Contendros 2             | EL          | EL          | EL          | EL    | EL    |
|      | Henrik von Eckermann    | SWE Suécia                 | King Edward              | EL          | EL          | EL          | EL    | EL    |
|      | Rodrigo Pessoa          | BRA Brasil                 | Major Tom                | RT          | RT          | RT          | RT    | RT    |
|      | Daniel Coyle            | IRL Irlanda                | Legacy                   | RT          | RT          | RT          | RT    | RT    |
|      | Takashi Haase Shibayama | JPN Japão                  | Karamell M & M           | RT          | RT          | RT          | RT    | RT    |

### Desempate (jump-off)
| Pos.              | Ginete                 | CON               | Cavalo             | Penalidades | Tempo (s) |
| ----------------- | ---------------------- | ----------------- | ------------------ | ----------- | --------- |
| Medalha de ouro   | Christian Kukuk        | GER Alemanha      | Checker 47         | 0           | 38.34     |
| Medalha de prata  | Steve Guerdat          | SUI Suíça         | Dynamix De Belheme | 4           | 38.38     |
| Medalha de bronze | Maikel van der Vleuten | NED Países Baixos | Beauville Z        | 4           | 39.12     |